# Spoorlijn Saarbrücken - Homburg
De spoorlijn Saarbrücken - Homburg is een Duitse spoorlijn in Saarland en als 3250 onder beheer van DB Netze.

## Geschiedenis
Het traject werd door de Pfälzischen Eisenbahnen  in fases geopend.  
- Saarbrücken - St Ingbert: 15 oktober 1879
- St Ingbert - Rohrbach: 7 september 1895

Op 1 januari 1904 opende de Preußische Staatseisenbahnen het gedeelte tussen Rohrbach en Homburg.

## Treindiensten
De Deutsche Bahn verzorgt het personenvervoer op dit traject met ICE, IC, RE en RB treinen. De SNCF verzorgt het vervoer met TGV treinen. 
| Serie           | Treinsoort                         | Route | Bijzonderheden                                                                                  |
| --------------- | ---------------------------------- | --- | ----------------------------------------------------------------------------------------------- |
| ICE 50          | InterCityExpress (DB Fernverkehr)  | Dresden Hbf – Dresden-Neustadt – Riesa – Leipzig Hbf – Erfurt Hbf – Gotha – Eisenach – Bad Hersfeld – Fulda – [ Hanau Hbf – Frankfurt (Main) Süd – Frankfurt (Main) Flughafen Fernbahnhof ] / [ Frankfurt (Main) Hbf – [ Frankfurt (Main) Flughafen Fernbahnhof – Mainz Hbf – Wiesbaden Hbf ] / [ Darmstadt Hbf – Mannheim Hbf – Neustadt (Weinstr) Hbf – Kaiserslautern Hbf – Homburg (Saar) Hbf – Saarbrücken Hbf ] ] ] |                                                                                                 |
| TGV 9560 ICE 82 | TGV / InterCityExpress (SNCF / DB) | Paris Est – Forbach – Saarbrücken Hbf – Kaiserslautern Hbf – Mannheim Hbf – Frankfurt (Main) Hbf | Rijdt éénmaal per vier uur. Één trein per dag stopt in Forbach.                                 |
| IC 50           | Intercity (DB Fernverkehr)         | [ Ostseebad Binz – Stralsund Hbf – Greifswald – Züssow – Pasewalk – Angermünde – Berlin Gesundbrunnen – Berlin Hbf – Berlin Südkreuz – Lutherstadt Wittenberg – Halle (Saale) Hbf – ] / [ Leipzig Hbf ] – Erfurt Hbf – Eisenach – [ Bebra – Kassel-Wilhelmshöhe – Warburg (Westf) – Altenbeken – Paderborn Hbf – Lippstadt – Soest – Hamm (Westf) – Dortmund Hbf – Bochum Hbf – Essen Hbf – Duisburg Hbf – Düsseldorf Flughafen – Düsseldorf Hbf ] / [ Fulda – Frankfurt (Main) Hbf – [ Darmstadt Hbf – Mannheim Hbf – Ludwigshafen (Rhein) Hbf – Neustadt (Weinstr) Hbf – Kaiserslautern Hbf – Homburg (Saar) Hbf – Saarbrücken Hbf ] / [ Frankfurt (Main) Flughafen Fernbahnhof – Mainz Hbf – Wiesbaden Hbf ]                       | Tweemaal per dag tussen Frankfurt en Saarbrücken. Eenmaal per dag van Stralsund naar Frankfurt. |
| IC/EC 62        | Intercity (DB Fernverkehr)         | [ Frankfurt (Main) Hbf – Darmstadt Hbf – Bensheim – Weinheim (Bergstraße) – Heidelberg Hbf ] / [ Saarbrücken Hbf – Homburg (Saar) Hbf – Kaiserslautern Hbf – Neustadt (Weinstr) Hbf – Ludwigshafen (Rhein) Hbf – Mannheim Hbf ] – Stuttgart Hbf – Ulm Hbf – Günzburg – Augsburg Hbf – München Hbf – München Ost – Rosenheim – Prien a Chiemsee – Traunstein – Freilassing – Salzburg Hbf – Golling-Abtenau – Bischofshofen – [ St. Johann im Pongau – Schwarzbach-St. Veit – Dorfgastein – Bad Hofgastein – Bad Gastein – Mallnitz-Obervellach – Spittal-Milstättersee – Villach Hbf – Velden am Wörthersee – Pörtschach am Wörthersee – Krumpendorf am Wörthersee – Klagenfurt Hbf ] / [ Schladming – Liezen – Selzthal – Graz Hbf ] | Rijdt elke twee uur.                                                                            |
| RE 1            | Regional-Express (DB Regio Mitte)  | Koblenz Hbf – Cochem (Mosel) – Wittlich Hbf – Trier Hbf – Dillingen (Saar) – Saarlouis Hbf – Saarbrücken Hbf – Homburg (Saar) Hbf – Kaiserslautern Hbf – Ludwigshafen (Rhein) Hbf – Mannheim Hbf |                                                                                                 |
| RB 68           | Regionalbahn (DB Regio Südwest)    | Saarbrücken Hbf – St Ingbert – Rohrbach (Saar) – Würzbach (Saar) – Zweibrücken Hbf – Dellfeld – Pirmasens Nord – Pirmasens Hbf |                                                                                                 |
| RB 70           | Regionalbahn (DB Regio Südwest)    | Merzig (Saar) – Beckingen (Saar) – Dillingen (Saar) – Saarlouis Hbf – Ensdorf (Saar) – Bous (Saar) – Völklingen – Luisenthal (Saar) – Saarbrücken Hbf – St Ingbert – Rohrbach (Saar) – Homburg (Saar) Hbf – Hauptstuhl – Landstuhl – Kindstuhl – Kaiserslautern Hbf |                                                                                                 |
| RB 71           | Regionalbahn (DB Regio Südwest)    | Trier Hbf – Karthaus – Konz – Wiltingen (Saar) – Saarburg (Bz Trier) – Serrig – Saarholzbach – Mettlach – Merzig (Saar) – Beckingen (Saar) – Dillingen (Saar) – Saarlouis Hbf – Ensdorf (Saar) – Bous (Saar) – Völklingen – Luisenthal (Saar) – Saarbrücken Hbf – St Ingbert – Rohrbach (Saar) – Homburg (Saar) Hbf |                                                                                                 |

## Aansluitingen
In de volgende plaatsen is of was er een aansluiting op de volgende spoorlijnen:
Saarbrücken Hauptbahnhof
DB 3230, spoorlijn tussen Saarbrücken en Karthaus
DB 3231, spoorlijn tussen Rémilly en Saarbrücken
DB 3240, spoorlijn tussen Saarbrücken en Neunkirchen
DB 3251, spoorlijn tussen Saarbrücken en Sarreguemines
DB 3261, spoorlijn tussen Saarbrücken Rangierbahnhof W1 en Saarbrücken Hauptbahnhof W45
DB 3264, spoorlijn tussen Saarbrücken Rangierbahnhof W175 en Saarbrücken Hauptbahnhof W102
DB 3511, spoorlijn tussen Bingen en Saarbrücken
Saarbrücken Ost
DB 3251, spoorlijn tussen Saarbrücken en Sarreguemines
aansluiting Halberg
DB 3252, spoorlijn tussen Brebach en de aansluiting Halberg
St Ingbert
DB 3253, spoorlijn tussen St Ingbert en Grube St Ingbert
DB 3450, spoorlijn tussen Rheinsheim en Rohrbach
Rohrbach (Saar)
DB 3450, spoorlijn tussen Rheinsheim en Rohrbach
Homburg (Saar) Rangierbahnhof
DB 3284, spoorlijn tussen Homburg Hauptbahnhof en Homburg Rangierbahnhof
Homburg (Saar) Hauptbahnhof
DB 3280, spoorlijn tussen Homburg en Ludwigshafen
DB 3281, spoorlijn tussen Homburg en Staudernheim
DB 3282, spoorlijn tussen Homburg en Neunkirchen
DB 3283, spoorlijn tussen Homburg en Einöd
DB 3284, spoorlijn tussen Homburg Hauptbahnhof en Homburg Rangierbahnhof

## Elektrische tractie
Het traject werd in 1960 geëlektrificeerd met een spanning van 15.000 volt 16 2/3 Hz.

## Galerij

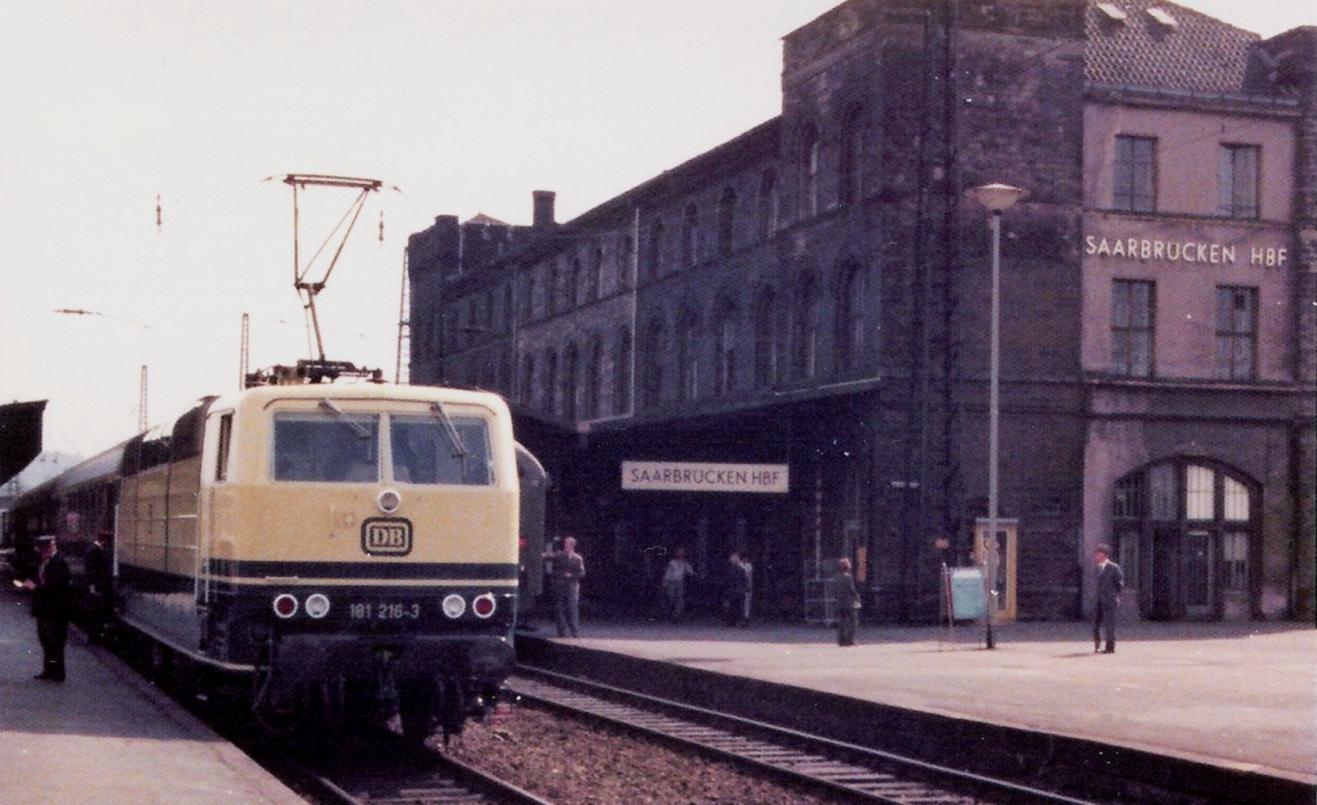
Saarbrücken Hauptbahnhof in 1975
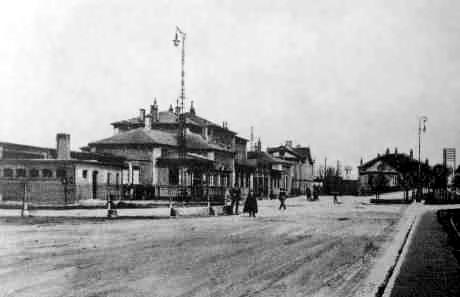
Homburg Hauptbahnhof in 1902